# Jeux olympiques de la jeunesse d'hiver de 2020
Les Jeux olympiques de la jeunesse d'hiver 2020 sont la troisième édition des Jeux olympiques d'hiver de la jeunesse et la sixième édition des Jeux olympiques de la jeunesse.
Lausanne a été désignée comme ville organisatrice le 31 juillet 2015. Les compétitions se sont déroulées sur plusieurs sites à Lausanne, Leysin, Villars, les Diablerets et la Vallée de Joux dans le canton de Vaud, Champéry dans le canton du Valais, Saint-Moritz dans le canton des Grisons et aux Tuffes dans le département du Jura en France.

## Sélection de la ville hôte

### Processus de candidature
- 28 novembre 2013 : date limite à laquelle les CNO devront avoir informé le CIO du nom de leur ville candidate à l'organisation des JOJ
- 12 décembre 2013 : signature de la procédure de candidature à l’organisation des JOJ
- 14-16 janvier 2014 : séminaire du CIO pour les villes requérantes à l'organisation des JOJ de 2020 (Lausanne)
- 17 juin 2014 : remise des dossiers de candidature et autres documents
- 16-28 août 2014 : programme des observateurs aux JOJ de 2014 à Nankin
- 2-3 décembre 2014 : présélection des villes candidates par la commission exécutive du CIO
- 19 février 2015 : visioconférences entre les villes candidates et la commission d’évaluation
- 31 juillet 2015 - élection de la ville hôte lors de la session du CIO à Kuala Lumpur. Lausanne est élue et organisera les JOJ en 2020.

### Villes candidates
Deux villes requérantes ont été présentées par leurs CNO respectifs, et ont toutes deux été retenues comme ville candidates,.
- Brașov (Roumanie)

Brașov a officiellement transmis sa candidature pour l'organisation des Jeux olympiques de la jeunesse en novembre 2013. En 2013, la ville a également organisé le Festival olympique  d'hiver de la jeunesse européenne.  Elle signe la procédure de candidature des Jeux olympiques de la jeunesse le 12 décembre 2013.
- Lausanne (Suisse)

La ville confirme sa candidature le 12 juillet 2013. La ville est le siège du Comité international olympique. La ville était candidate pour l'organisation des Jeux olympiques d'été de 1936, de 1948, de 1952 et de 1960, échouant à chaque édition. Le 12 décembre 2013, elle signe la procédure de candidature des Jeux olympiques de la jeunesse.

Logo de la candidature de Brașov.
Logo de la candidature de Lausanne.

### Villes ayant envisagé une candidature
- Sofia (Bulgarie)
- Lake Placid (États-Unis)

### Vote
Le vote a lieu le 31 juillet 2015 lors de la 128e session du CIO à Kuala Lumpur, en même temps que l'élection de la ville hôte des Jeux olympiques d'hiver de 2022.
| Lausanne | Suisse   | 71 |
| Brașov   | Roumanie | 10 |

## Organisation

### Budget et comité d'organisation
En 2015, le budget prévisionnel de l'événement est de 42,22 millions d'USD. 66,66 % de subventions gouvernementales réparties entre la ville de Lausanne, le canton de Vaud et la Confédération suisse, 14,17 % de contributions du CIO et 17,22 % de parrainages locaux, fournisseurs, licences, loteries et ventes de billets. La ville de Lausanne et le canton de Vaud se portent garants en cas de déficit à parts égales.
Ce budget modeste, en comparaison des Jeux olympiques d'hiver, fait partie des caractéristiques des Jeux olympiques de la jeunesse. Le règlement impose de ne pas construire d'infrastructure spécifiquement pour accueillir les Jeux. Cette contrainte explique que le site de Saint-Moritz fasse partie de ces Jeux bien qu'il se situe à plus de 240 kilomètres à vol d'oiseau de la ville hôte.
Le Comité d'organisation des Jeux olympiques de la jeunesse de Lausanne est présidé par la championne du monde de ski freestyle Virginie Faivre.

### Nations participantes
Des athlètes de 73 nations se sont qualifiées pour les Jeux. Onze pays font leurs débuts aux Jeux olympiques de la jeunesse d'hiver : l'Albanie, l’Azerbaïdjan, la Corée du Nord, l'Équateur, Haïti, le Kosovo, le Qatar, Singapour, la Thaïlande, Trinité-et-Tobago et le Turkménistan. Haïti, le Qatar et le Turkménistan n'ont pas participé non plus aux Jeux olympiques d'hiver des adultes.
- Afrique du Sud
- Allemagne
- Albanie
- Andorre
- Argentine
- Arménie
- Australie
- Autriche
- Azerbaïdjan
- Belgique
- Biélorussie
- Bosnie-Herzégovine
- Brésil
- Bulgarie
- Canada
- Chili
- Chine
- Colombie
- Corée du Nord
- Corée du Sud
- Croatie
- Chypre
- Danemark
- Équateur
- Espagne
- Estonie
- États-Unis
- Finlande
- France
- Géorgie
- Grande-Bretagne
- Grèce
- Haïti
- Hongrie
- Hong Kong
- Iran
- Irlande
- Islande
- Israël
- Italie
- Japon
- Kazakhstan
- Kosovo
- Lettonie
- Liban
- Lituanie
- Luxembourg
- Malaisie
- Mexique
- Monténégro
- Nouvelle-Zélande
- Norvège
- Pays-Bas
- Philippines
- Pologne
- Portugal
- Qatar
- République tchèque
- Roumanie
- Russie
- Saint-Marin
- Serbie
- Singapour
- Slovaquie
- Slovénie
- Suède
- Suisse
- Taipei chinois
- Thaïlande
- Trinité-et-Tobago
- Turkménistan
- Turquie
- Ukraine

## Déroulement

### Cérémonies d'ouverture et de clôture

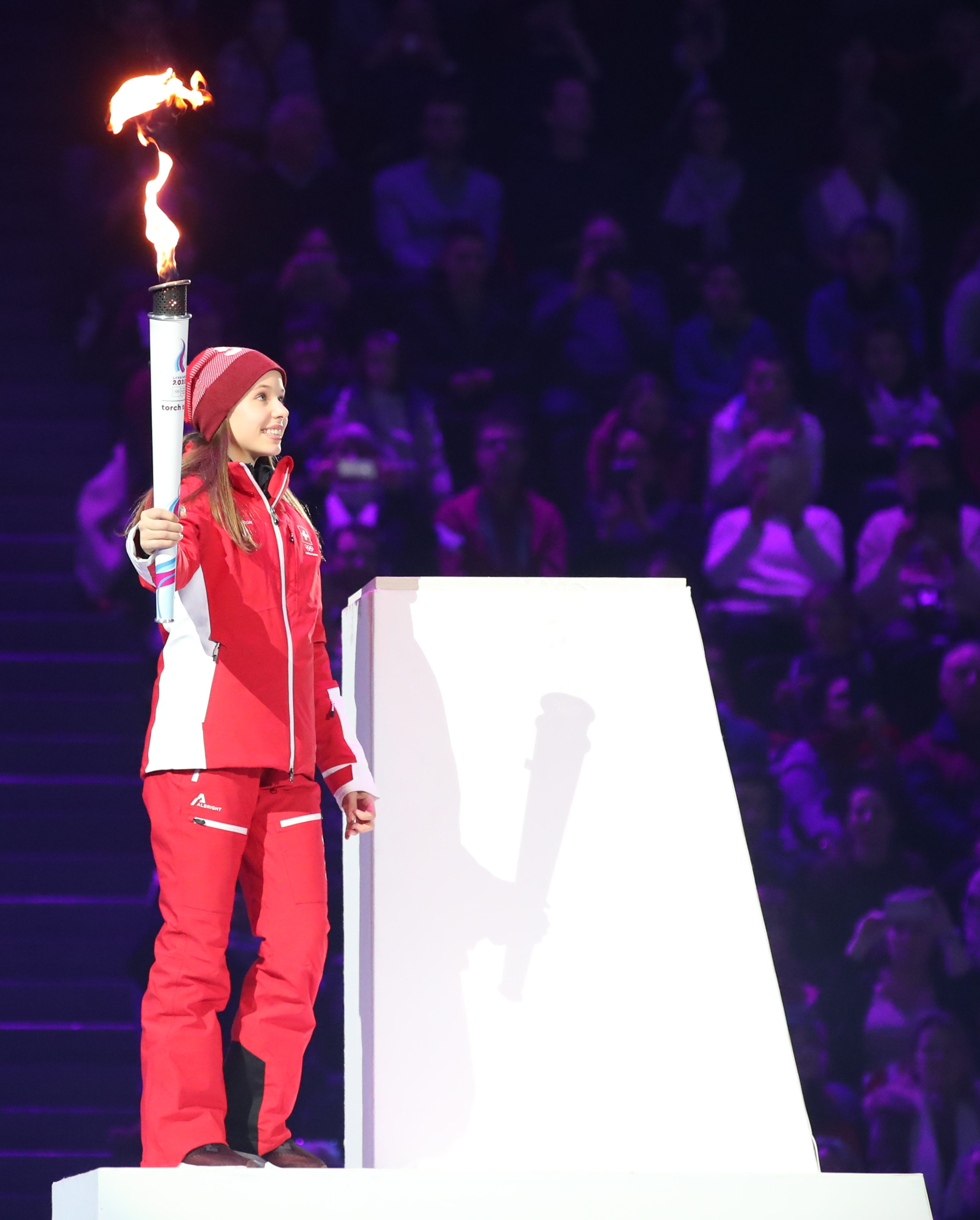
La torche lors de la cérémonie d'ouverture.

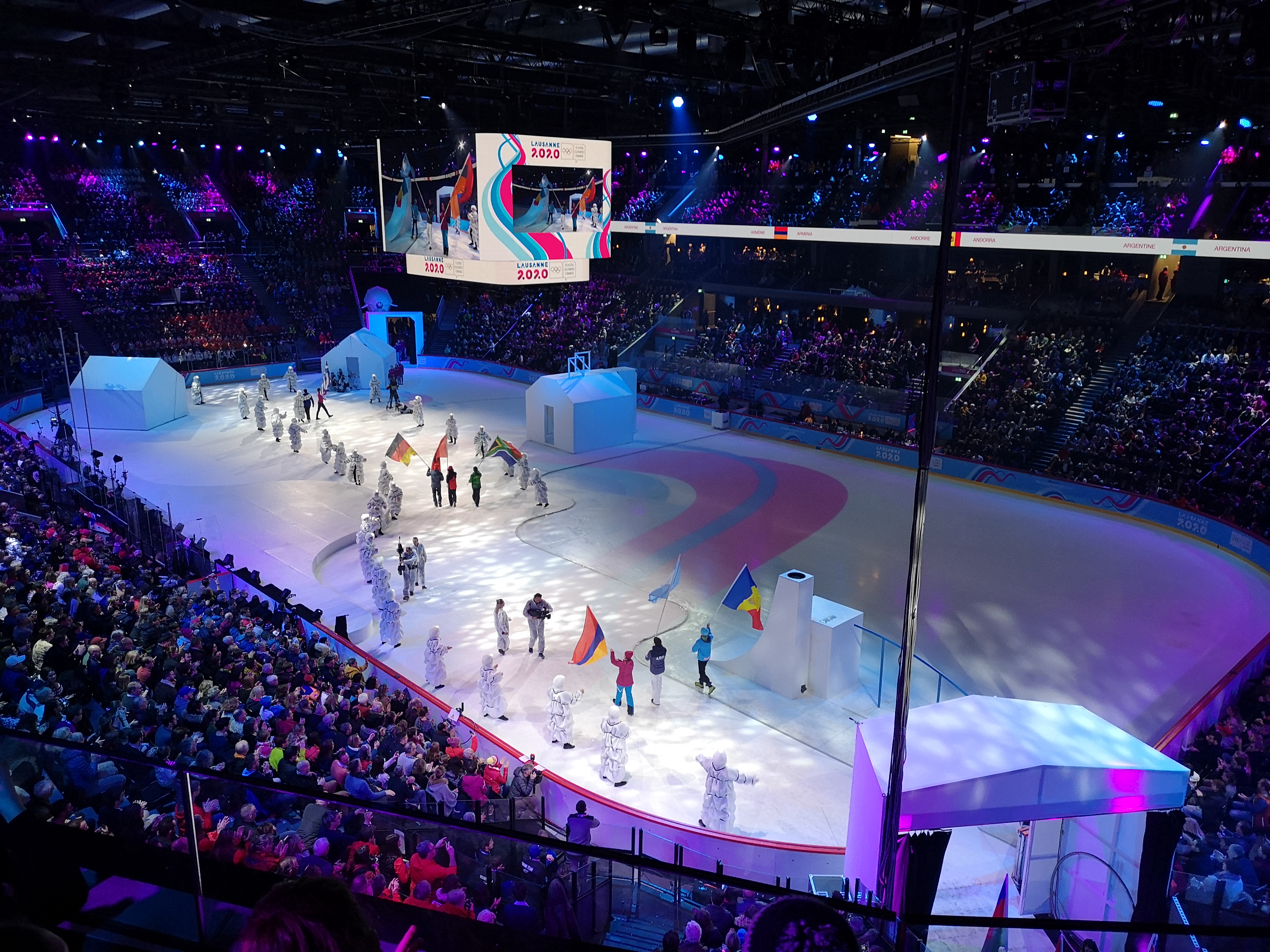
La cérémonie d'ouverture.

La cérémonie d'ouverture des Jeux olympiques de la jeunesse d'hiver, sous le thème "Home", fut célébrée le 9 janvier 2020 à la Vaudoise aréna à Lausanne de 19h30 à 21h30. 
La cérémonie de clôture a eu lieu le 22 janvier 2020 à 19h dans le quartier du Flon à Lausanne. Elle se voulait une fête populaire, ouverte à tous et gratuite.

### Calendrier
| CO | Cérémonie d'ouverture | ● | Épreuves | 1 | Finales | CC | Cérémonie de clôture |

| Janvier                              | 9 Jeu | 10 Ven | 11 Sam | 12 Dim | 13 Lun | 14 Mar | 15 Mer | 16 Jeu | 17 Ven | 18 Sam | 19 Dim | 20 Lun | 21 Mar | 22 Mer | Épreuve  |
| ------------------------------------ | ----- | ------ | ------ | ------ | ------ | ------ | ------ | ------ | ------ | ------ | ------ | ------ | ------ | ------ | -------- |
| Cérémonies                           | CO    |        |        |        |        |        |        |        |        |        |        |        |        | CC     |          |
| Biathlon                             |       |        | 2      | 1      |        | 2      | 1      |        |        |        |        |        |        |        | 6        |
| Bobsleigh                            |       |        |        |        |        |        |        |        |        |        | 1      | 1      |        |        | 2        |
| Combiné nordique                     |       |        |        |        |        |        |        |        |        | 2      |        | 1      |        | 1      | 4        |
| Curling                              |       | ●      | ●      | ●      | ●      | ●      | ●      | 1      |        | ●      | ●      | ●      | ●      | 1      | 2        |
| Hockey sur glace                     |       | ●      | ●      | ●      | ●      | ●      | 2      |        | ●      | ●      | ●      | ●      | 1      | 1      | 4        |
| Luge                                 |       |        |        |        |        |        |        |        | 2      | 2      |        | 1      |        |        | 5        |
| Patinage artistique                  |       | ●      | ●      | 2      | 2      |        | 1      |        |        |        |        |        |        |        | 5        |
| Patinage de vitesse sur piste courte |       |        |        |        |        |        |        |        |        | 2      |        | 2      |        | 1      | 5        |
| Patinage de vitesse                  |       |        |        | 2      | 2      |        | 1      | 2      |        |        |        |        |        |        | 7        |
| Saut à ski                           |       |        |        |        |        |        |        |        |        |        | 2      |        |        |        | 2        |
| Skeleton                             |       |        |        |        |        |        |        |        |        |        | 1      | 1      |        |        | 2        |
| Ski acrobatique                      |       |        |        |        |        |        |        |        |        | 1      | 3      | 2      | ●      | 2      | 8        |
| Ski alpin                            |       | 2      | 2      | 1      | 1      | 2      | 1      |        |        |        |        |        |        |        | 9        |
| Ski-alpinisme                        |       | 2      |        |        | 2      | 1      |        |        |        |        |        |        |        |        | 5        |
| Ski de fond                          |       |        |        |        |        |        |        |        |        | 2      | 2      |        | 2      |        | 6        |
| Snowboard                            |       |        |        |        |        |        |        |        |        | 1      | 1      | 2      | 3      | 2      | 9        |
| Nombre d'épreuves                    |       | 4      | 4      | 6      | 7      | 5      | 6      | 3      | 2      | 10     | 10     | 10     | 6      | 8      | 81       |
| Total cumulé                         |       | 4      | 8      | 14     | 21     | 26     | 32     | 35     | 37     | 47     | 57     | 67     | 73     | 81     |          |
| Janvier                              | 9 Jeu | 10 Veu | 11 Sam | 12 Dim | 13 Lun | 14 Mar | 15 Mer | 16 Jeu | 17 Ven | 18 Sam | 19 Dim | 20 Lun | 21 Mar | 22 Mer | Épreuves |

## Sites des épreuves
| Lieux             | Épreuves                                                                 |
| ----------------- | ------------------------------------------------------------------------ |
| Lausanne          | Sports de glace (hockey sur glace, short track, patinage artistique)     |
| Champéry (VS)     | Curling                                                                  |
| Les Diablerets    | Ski alpin                                                                |
| Villars-Gryon     | Skicross, snowboardcross, ski-alpinisme                                  |
| Leysin            | Ski acrobatique (halfpipe, slopestyle), snowboard (halfpipe, slopestyle) |
| Le Brassus        | Ski de fond                                                              |
| Les Tuffes (FRA)  | Saut à ski, combiné nordique, biathlon                                   |
| Saint-Moritz (GR) | Bobsleigh, skeleton, luge, patinage de vitesse                           |

Pour les spectateurs, toutes les compétitions en extérieur étaient gratuites et libres d’accès. Les compétitions en intérieur, sur les sites de Malley à Lausanne, et à Champéry, étaient aussi gratuites mais nécessitaient de s'inscrire pour obtenir des billets.

## Village olympique

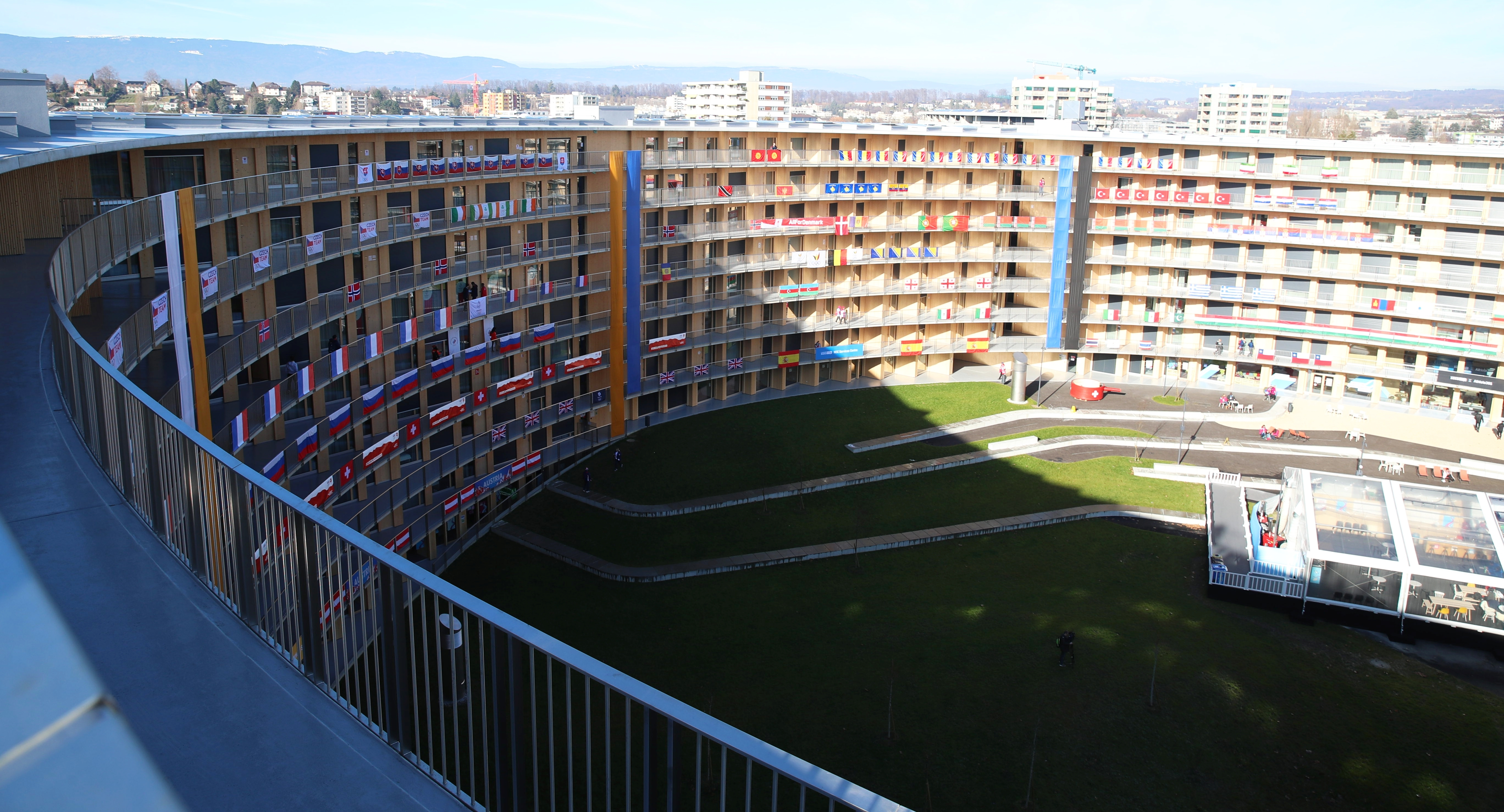
Le bâtiment circulaire « Vortex » qui abrite le village olympique (il deviendra ensuite une résidence d'étudiants).

Le village olympique fut installé dans le bâtiment Vortex à Chavannes-près-Renens. Un immeuble résidentiel en forme d'anneau de 712 appartements, 137 mètres de diamètre extérieur, 28 mètres de haut et disposant d'une cour intérieure de 8 000 mètres carrés.
Cet immeuble a comme particularité de disposer d'une rampe de 2,8 km en colimaçon, inclinée de 1%, qui dessert chaque appartement et chaque niveau du bâtiment.
Le bâtiment Vortex a été inauguré en octobre 2019. Le Vortex a accueilli environ 1 800 athlètes et accompagnants pendant les Jeux. Situé à proximité du campus de l'Université de Lausanne et de l'École polytechnique fédérale de Lausanne, le bâtiment a été conçu pour être exploité comme résidence pour étudiants après la fin des jeux.

## Mascotte

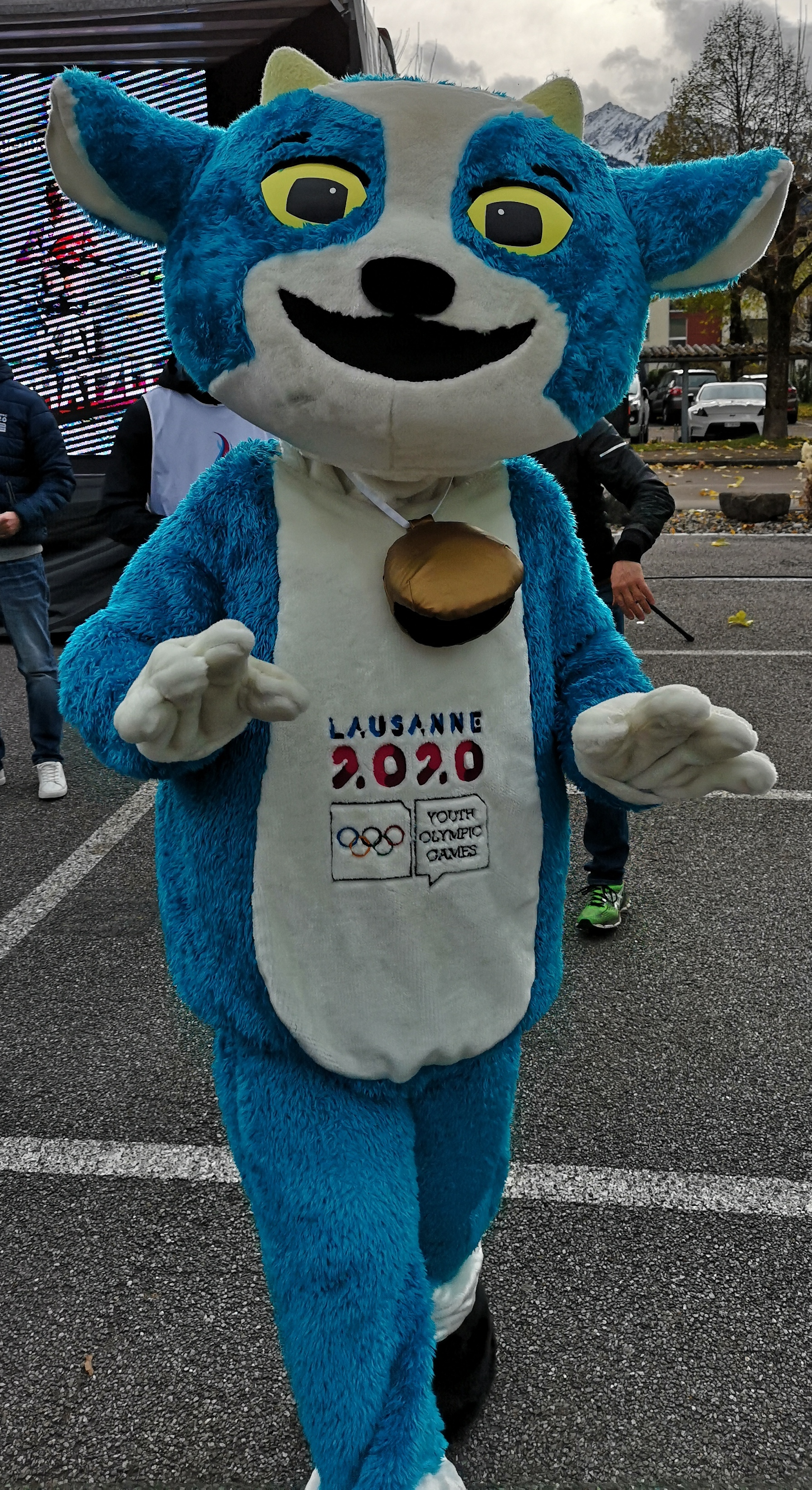
La mascotte Yodli pendant une étape du Torch Tour à Sarnen, dans le canton d'Obwald.

La mascotte, Yodli, a été dévoilée le 8 janvier 2019 lors d'une célébration organisée pour fêter la dernière année avant le début des jeux. C'est un animal hybride imaginaire, croisement d'une vache, d'une chèvre et d'un saint-bernard, trois animaux emblématiques des Alpes suisses. Son nom est dérivé du Yodle, technique de chant typique des Alpes. Sa couleur bleu fait écho à la glace et aux lacs de la Suisse. Le jaune et la forme de ses yeux est inspiré de la raclette.
Yodli a été conçu par 140 étudiants de l'École romande d'arts et communication située à Lausanne. Au départ, 19 équipes ont travaillé chacune sur un projet. Après une première sélection, trois projets ont été retenus et présentés à des élèves de la région. À la suite des retours, les projets ont été retravaillés. Fin septembre 2018, durant un camp, 550 athlètes de 25 fédérations sportives ont choisi Yodli. Ce processus de création est une illustration de la philosophie des Jeux olympiques de la jeunesse : des Jeux faits par des jeunes pour les jeunes.

## Médaille, remise des médailles et cérémonie des victoires
La médaille des Jeux olympiques de la jeunesse d'hiver de 2020 s'intitule "Beauty in diversity" (La beauté dans la diversité). Elle est l'œuvre de Zakea Page, un néo-zélandais qui avait alors 20 ans, et a été choisie à l'issue d'un concours dans lequel près de 300 projets de 60 pays ont été présentés.
La médaille est en forme de cercle, le motif principal est une spirale qui occupe la majeure partie de la surface, la branche la plus grande en bas à droite porte un flocon de neige pour rappeler les jeux d'hiver. Dans la partie supérieure droite se trouve les anneaux olympiques et le logo de l'édition des jeux olympiques de la jeunesse d'hiver de 2020. Cette création apparaîtra sur les médailles d'or, d'argent et de bronze qui seront remises durant les jeux. L'autre face sera dessinée par le comité d'organisation.
Selon le créateur, Zakea Page, la spirale représente la culture du respect, de l’amitié et de l’excellence ainsi que le dur labeur et le dévouement dont font preuve tous les athlètes.
Les cérémonies de remises de médailles ont eu lieu chaque soir, soit à Lausanne, sur la place des Médailles au Flon, ou à Saint-Moritz au cœur du village. D'autre part, une cérémonie des victoires fut organisée à la fin de chaque compétition : les athlètes montaient sur un podium et se voyaient offrir une peluche à l'effigie de la mascotte Yodli en cadeau.

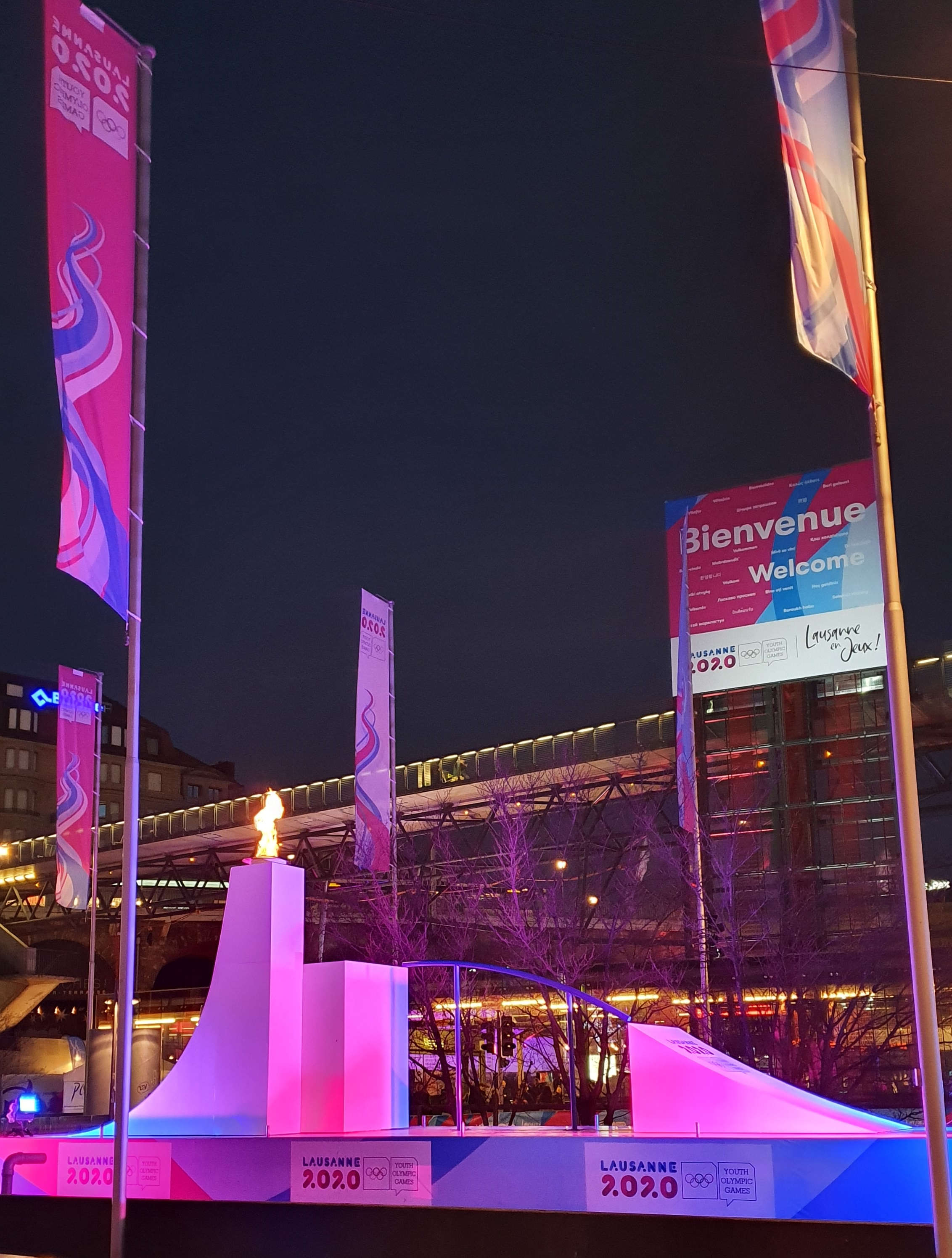
Flamme olympique dans le quartier du Flon, à Lausanne.

Tableau des médailles pour les 10 premières nations au classement
| Rang                | Nation       | Or | Argent | Bronze | Total |
| ------------------- | ------------ | -- | ------ | ------ | ----- |
| 1                   | Russie       | 10 | 11     | 8      | 29    |
| 2                   | Suisse       | 10 | 6      | 8      | 24    |
| 3                   | Japon        | 9  | 7      | 1      | 17    |
| 4                   | Suède        | 6  | 4      | 7      | 17    |
| 5                   | Autriche     | 6  | 2      | 5      | 13    |
| 6                   | Allemagne    | 5  | 7      | 6      | 18    |
| 7                   | Corée du Sud | 5  | 3      | 0      | 8     |
| 8                   | Norvège      | 4  | 2      | 3      | 9     |
| 9                   | Chine        | 3  | 3      | 4      | 10    |
| 10                  | France       | 2  | 5      | 5      | 12    |
| suite du classement |              |    |        |        |       |

## Transports

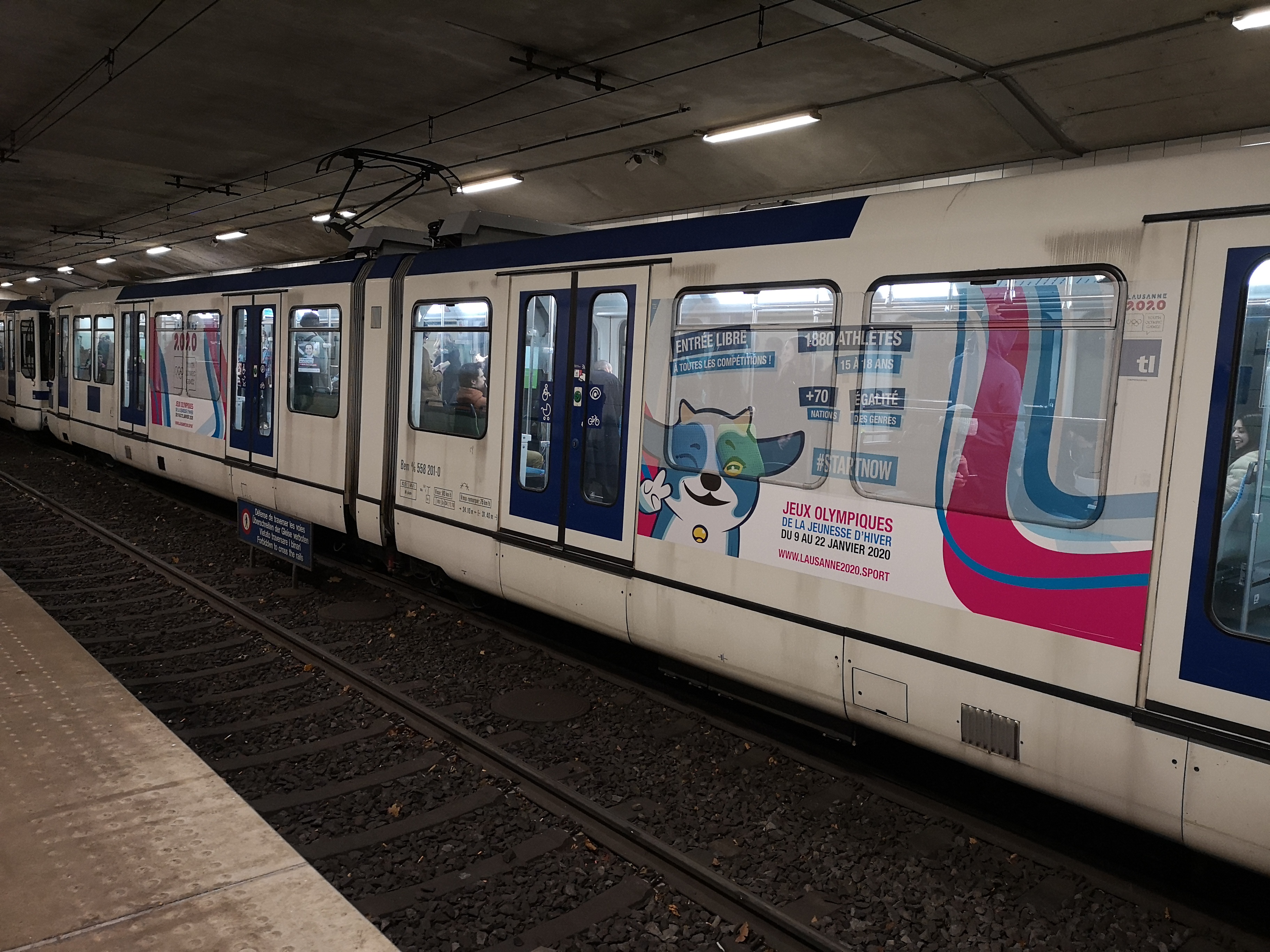
Le métro M1 relie le village olympique, la Vaudoise aréna et le centre-ville.

Les Transports publics de la région lausannoise (TL) assurent la planification et la coordination des déplacements des athlètes présents à Lausanne et à Saint-Moritz pendant les Jeux olympiques de la jeunesse, ainsi que des quelques dizaines de milliers d’écoliers vaudois inscrits pour assister aux compétitions. Les tl se chargent de la coordination entre toutes les compagnies de transports publics impliquées.
Les athlètes et les spectateurs pouvaient emprunter les transports publics pour se rendre sur les différents sites de compétition, comme les transports publics de la région lausannoise (en particulier le M1 et le M2), les Chemins de fer fédéraux suisses, les Transports publics du Chablais, la ligne Vallorbe – Le Brassus, le Chemin de fer Nyon-Saint-Cergue-Morez, les Chemins de fer rhétiques (Saint-Moritz). Une application de recherche d’itinéraire (Guide Me Yodli) a été conçu spécialement pour l’éventement. Les spectateurs pouvaient bénéficier d'un billet de transport spécial journalier « Mobilis Lausanne 2020 », au tarif de 20 francs suisse et 10 francs en demi-tarif ou avec carte Junior. Il était disponible pour se rendre aux sites de compétitions de Lausanne 2020 (hors Saint-Moritz) depuis n’importe quel point d’arrêt du réseau Mobilis.

## Bilan des jeux
Le succès populaire a dépassé les prévisions. Près de 650 000 spectateurs ont assisté aux compétitions ou participé à la fête en ville de Lausanne durant les douze journées de ces Jeux. Le bilan financier est également positif avec un bénéfice estimé à environ 400 000 francs suisses. Les charges opérationnelles se sont élevées à 48 millions de francs suisses au total.
Ces Jeux se voulant écologiques et durables, il était prévu que les athlètes se rendent jusqu'aux sites des épreuves en transport public. Certaines fédérations ont affrété des minibus afin de gagner du temps. Le comité d'organisation estime toutefois que 75 % des athlètes et de leurs accompagnants ont utilisé les transports publics pour se rendre sur les sites des compétitions.